# اسکار گرانادوس
استبان گرانادوس (انگلیسی: Esteban Granados؛ زاده ۲۵ اکتبر ۱۹۸۵) یک بازیکن فوتبال اهل کاستاریکا است.
وی همچنین در تیم ملی فوتبال کاستاریکا بازی کرده‌است.